# تيري إيجلتون
تيرينتس فرانسيس إيغلتون (بالإنجليزية: Terry Eagleton)‏ الحاصل على زمالة الأكاديمية البريطانية (وُلد عام 1943) هو منظر أدبي بريطاني، وناقد، ومفكر عام. هو حاليًا أستاذ في قسم الأدب الإنجليزي في جامعة لانكستر.
نشر إيغلتون أكثر من أربعين كتابًا، لكن من أشهر أعماله النظرية الأدبية: مقدمة (1983)، الذي بيع منه أكثر من 750,000 نسخة. وضح العمل نشوء النظرية الأدبية في تلك الفترة، بالإضافة إلى مناقشة أن كل نظرية أدبية هي سياسية بالضرورة. كان إيغلتون من أبرز ناقدي فلسفة ما بعد الحداثة، ونشر أعمالًا مثل أوهام ما بعد الحداثة (1996) وما بعد النظرية (2003). يجادل إيغلتون، متأثرًا بفلسفة ما بعد الحداثة، بأن النظرية الثقافية قللت بشكل خاطئ من قيمة الموضوعية والأخلاق. يتأثر تفكيره بالماركسية والإيمان المسيحي.
كان إيغلتون سابقًا أستاذ الأدب الإنجليزي بدرجة توماس وارتون بجامعة أكسفورد (1992-2001)، وأستاذ النظرية الثقافية بدرجة جون إدوارد تايلور بجامعة مانشستر (2001-2008)، ثم أصبح أستاذًا زائرًا في الجامعات حول العالم بما في ذلك جامعات كورنيل، وديوك، وآيوا، ومالبورن، وكلية الثالوث في دبلن، وييل. 
ألقى إيغلتون محاضرات تيري لعام 2008 في جامعة ييل، وألقى محاضرات جيفورد بعنوان حديث الله لعام 2010 في جامعة إدنبرة. ألقى محاضرة ريتشارد برايس التذكارية لعام 2010 في كنيسة نيونينغتون غرين التوحيدية، وتحدث عن «الإلحاد الجديد والحرب على الإرهاب». نشر كتابًا في عام 2009 مصحوبًا بمحاضراته عن الدين، بعنوان العقل والإيمان والثورة: تأملات في حديث الله.

## نشأته
وُلد إيغلتون في 22 فبراير عام 1943 لفرانسيس بول إيغلتون وزوجته، روزالين (رايلي قبل الزواج). نشأ في عائلة كاثوليكية أيرلندية من الطبقة العاملة في سالفورد، وكانت له جذور في مقاطعة غالواي. وكان لجانب والدته من العائلة تعاطف كبير مع الجمهورية الأيرلندية. عمل فتى للكنيسة في دير الرهبنة الكرملية المحلية حيث كان مسؤولًا عن مرافقة الراهبات المبتدئات لأخذ نذورهم، وهو الدور الذي أشار إليه في عنوان مذكراته حارس البوابة. 

## التعليم والأوساط الأكاديمية
تلقى تعليمه في كلية دي لا سال، وهي مدرسة لقواعد الروم الكاثوليك في بندلتون، سالفورد. في عام 1961، ذهب لتعلم الأدب الإنجليزي في كلية الثالوث، كامبريدج، حيث تخرج مع حصوله على مرتبة الشرف الأولى. وصف تجربته الجامعية في ما بعد بأنها «مضيعة للوقت». في عام 1964، انتقل إلى كلية اليسوع، كامبريدج، وأصبح هناك زميلًا باحثًا مبتدئًا وطالب دكتوراه، وأصغر زميل في الكلية منذ القرن الثامن عشر. أشرف عليه ريموند ويليامز. خلال هذه الفترة، بدأت قناعاته اليسارية بالترسخ، وحرر مجلة كاثوليكية يسارية راديكالية تُسمى سلانت.
في عام 1969، انتقل إلى جامعة أكسفورد حيث أصبح زميلًا ومدرّسًا في كلية وادهام (1969-1989)، وكلية ليناكر (1989-1993)، وكلية القديسة كاترين، وأصبح أستاذ الأدب الإنجليزي بدرجة توماس وارتون في عام 1992. في وادهام، أدار إيغلتون فصلًا معروفًا عن النظرية الأدبية الماركسية التي انقلبت في ثمانينيات القرن العشرين إلى مجموعة الضغط الراديكالية أكسفورد الإنجليزية المحدودة ومجلتها  أخبار من العدم: مجلة المعارضة في كلية أكسفورد الإنجليزية، حيث ساهم بعدة أجزاء فيها. في عام 2001 غادر إيغلتون أكسفورد ليشغل كرسي جون إدوارد تايلر في قسم النظرية الثقافية في جامعة مانشستر.

## أعماله
- (Literary Theory: An Introduction) وهو من أهم أعماله في النظرية الأدبية والذي يتتبع فيه تاريخ دراسة النصوص من القرن التاسع عشر من المرحلة الرومانسية حتى مرحلة ما بعد الحداثة في أواخر القرن العشرين.
- (The Gatekeeper) وهو مذكرات لإيجلتون يظهر فيها أن الماركسية في حياته ليست مجرد نظرات فكرية تأملية, بل إنه كان ناشطاً في المنظمات الماركسية وكان ذلك أثناء وجوده في أكسفورد.
- (After Theory) ويمثل هذا الكتاب تحولاً في فكر إيجلتون: حيث يهاجم فيه النظرية الاجتماعية والأدبية الحديثة, إلا إنه لا يقول إن الدارسة المشتركة للأدب والثقافة بحيث تشكل نظرية هو أمر بلا فائدة ونفع, بل على العكس من ذلك, فهو يؤكد أن مثل هذا المزج من شأنه أن يفتح مجالاً أوسع للبحث في مواضيع ذات أهمية كبيرة. ولكنه يصل إلى نتيجة مفادها: أن المطلق لا وجود له. كل شخص يعيش في جسد لا يمكنه أن يتملكه لأن أحدنا لم يفعل شيئاً ليملكه, ولا يوجد شيء (عدا الانتحار) يمكن فعله للتخلص منه. إن أجسادنا وموتنا الحتمي تشكل المطلق الذي لا بد للبشرية أن توجه اهتمامها نحوه.

وقد انتهى إيجلتون كذلك من عمل في ثلاثة أجزاء عن الثقافة الأيرلندية.

### أعمال مترجمة للعربية
| الكتاب                                             | المترجم           | التاريخ | ملاحظات |
| -------------------------------------------------- | ----------------- | ------- | ------- |
| النقد والأيديولوجية                                | فخري صالح         | 1992    |         |
| أوهام ما بعد الحداثة                               | منى سلام          | 2000    | [ 13 ]  |
| نظرية الأدب                                        | ثائر ديب          | 2006    | [ 14 ]  |
| فكرة الثقافة                                       | ثائر ديب          | 2007    |         |
| لماذا كان ماركس على حق؟                            | غانم هنا          | 2013    |         |
| كيف نقرأ الأدب                                     | محمد درويش        | 2013    |         |
| معنى الحياة: مقدمة قصيرة جداً                       | شيماء طه الريدي   | 2014    |         |
| أساطير السلطة                                      | محمد حبيب         | 2014    | [ 15 ]  |
| حارس البوابة (مذكرات)                              | أسامة منزلجي      | 2015    |         |
| العقل والإيمان والثورة : تأملات في مناظرة حول الله | أسامة منزلجي      | 2017    | [ 16 ]  |
| المادية                                            | عبد الإله النعيمي | 2017    | [ 17 ]  |
| كيف نقرأ القصيدة                                   | باسل المسالمة     | 2018    |         |
| الثقافة                                            | لطيفة الدليمي     | 2018    |         |
| الثقافة وموت الإله                                 | أسامة منزلجي      | 2018    | [ 18 ]  |
| تضحية راديكالية                                    | أسامة منزلجي      | 2019    |         |
| فلسفة الفكاهة                                      | ماجد حامد         | 2019    | [ 19 ]  |
| عن الشر                                            | عزيز جاسم محمد    | 2019    | [ 20 ]  |
| الإرهاب المقدس                                     | أسامة إسبر        | 2020    |         |